# La otra mujer (Lost)
"La otra mujer" es el sexto episodio de la cuarta temporada  de la serie Lost, de la cadena de televisión ABC. Está escrito por Drew Goddard y Christina M. Kim, y dirigido por Eric Laneuville. Fue transmitido originalmente en Estados Unidos y Canadá el 6 de marzo de 2008, reuniendo una audiencia de 12,89 millones de espectadores
En este episodio, Juliet recibe una visita no deseada de alguien de su pasado que le ordena seguir a Charlotte y Faraday con el objetivo de impedirles el cumplimiento de su misión, necesariamente por alguna causa.

## Trama
Sun está ayudando a Juliet a instalar su carpa cuando llega Jack a preguntar si Juliet sabe dónde están Charlotte y Faraday. Aunque Juliet no lo sabe, Jin alcanza a oír la pregunta y con ayuda de la traducción de Sun, cuenta que los vio salir juntos. Jack le pregunta a Jin por qué no había dicho nada al respecto. Jin responde que pensaba que ellos eran amigos. Jack se pone al frente de la búsqueda y pide a todos que vayan a tratar de encontrarlos y griten si encuentran alguna pista. 
Juliet camina por la selva, cuando escucha algo. Observa alrededor y encuentra a Harper parada detrás de ella; ella le informa que Ben le envía un mensaje: Daniel Faraday y Charlotte Lewis van hacia la estación La Tempestad y Juliet debe detenerlos, matándolos si es necesario, pues si ellos logran saber cómo difundir "el gas", todos van a morir en la isla. Juliet pregunta por qué no se encarga Harper misma de esa misión y ella dice que Ben quiere que sea Juliet quien la cumpla y que Ben sigue preso porque esa es exactamente la situación en que él quiere seguir; le insiste que debe matar a Daniel y Charlotte.
La conversación de las dos mujeres es interrupida por Jack quien apuntando su pistola a Harper exige saber quién es ella. Harper contesta que es una vieja amiga de Juliet y que le está diciendo dónde debe buscar a la pareja que se escabulló y que cree que Jack debe acompañarla ya que tiene un arma y luego, Harper desaparece misteriosamente.
Jack acepta lo que le han dicho y pregunta "¿La Tempestad?" Juliet, argumenta que es mejor para su seguridad no saber al respecto, pero él le pide que le cuente más. Juliet dice que es la estación eléctrica que controla la isla. Jack pregunta por qué deberían ir allá y le dice que si necesita algo de él se lo diga, a lo que Juliet responde: "lo que necesito es que me ayudes" y se va.
Luego se ve a Daniel Faraday con Charlotte en la selva, detenidos cerca de una quebrada, mirando un mapa con la palabra "¿DESCONOCIDO?" escrita varias veces en él. Tras determinar su ruta, Faraday se pregunta si será "capaz de hacerlo" y Charlotte le anima asegurando que sí podrá cumplir su misión. Kate los encuentra y ellos aseguran que están buscando una batería para reemplazar la del teléfono que se terminó, pero Kate ve que el teléfono está encendido y entonces Charlotte le da un golpe en la cabeza y la deja inconsciente. Jack la encuentra en la selva y la atiende y luego sigue con ella y Juliet hacia La Tempestad.
Juliet encuentra a Faraday dentro de la estación tecleando frenéticamente en un terminal de computador que controla un dispositivo de riesgo biológico. Juliet lo amenaza con su arma y le exige levantarse, pero él dice que no puede detenerse y continúa operando las teclas. Se ve que el computador advierte que al fallar el operador en acceder el programa va a iniciarse "la contaminación", pero finalmente Faraday logra controlar la situación. Daniel y Charlotte explican que ellos no trataban de matar nadie y que en cambio ha logrado salvar a todos, volviendo inerte el gas. Luego llegan Jack y Kate y ésta se va a examinar la estación. 
Jack y Juliet se besan con pasión y Juliet le cuenta que Ben piensa que ella es propiedad de él y que sabe lo que ella siente por Jack y le aconseja cuidarse de Ben.
En las barracas, Ben trata de negociar su libertad con Locke. Locke desea saber quién es la gente del barco de carga y para quién trabajan y además por qué Ben los espía. Ben responde que el carguero es de Charles Widmore quien supuestamente intenta apoderarse de la isla. Arguye que si cinco mil personas fueron a ver el musgo que crecía en una pared en forma de Virgen María, cuántos no irían a visitar la isla; "Charles Widmore quiere explotar la isla y hará cuanto le sea posible para poseerla". A continuación Ben le entrega a Locke un archivo con información sobre Widmore y se disculpa por no haberle dicho esto antes y dice que se debió a cómo lo trató antes. Locke acepta liberarlo si le dice quién es el espía en el buque y Ben dice que se lo contará, pero no se ve si ha dicho el nombre. Luego Hugo y Sawyer ven a Ben libre, caminando tranquilamente alrededor de las barracas.

### Flashbacks
En un retroceso, Juliet está en una sala de espera de un consultorio. La atiende una psicoterapeuta, Harper Stanhope, con quien discute sobre por qué Juliet se siente el centro de atención y por qué ello la incomoda. De repente aparece Tom que quiere llevarla a donde está Ben, quien posteriormente muestra a Juliet su nuevo alojamiento, una cabaña con dos alcobas y dos baños y donde había CD disponibles, con todos los clásicos de la ópera.
Otro retroceso muestra a Juliet gritando en medio de una sala médica. Ella revela que estaba trastornada por la muerte de un paciente recién nacido; luego oye un ruido y va al cuarto de al lado para averiguar qué lo causó. Allí Goodwin está buscando en un armario un vendaje para colocárselo. Juliet examina la herida que según Goodwin se hizo al reparar un transformador y luego la venda. Juliet desprevenidamente llama a Harper "malgeniada y rencorosa". Cuando Goodwin le agradece por atenderlo, Juliet le pide no decirle a su esposa lo que opinó de ella, así como ella no dirá a nadie cómo realmente él se quemó el brazo ("yo distingo una quemadura química cuando la veo").
En el siguiente retroceso, Juliet está dando explicaciones a Ben sobre su investigación. Ella dice que sólo las mujeres que han concebido en la isla enferman. Los problemas ocurren en el segundo trimestre, cuando el sistema inmune de la mujer pasa al bebé y deja que Ben observe por el microscopio. Son interrumpidos por Goodwin, quien le llevaba a Juliet algo de comer. Ella no lo acepta, porque tiene que ir pronto a una cita con la esposa de Goodwin; se lo ofrece entonces a Ben, quien tiene cara de satisfacción y también lo rechaza.
Harper aparece hablando con Juliet en una de sus sesiones de terapia. Le pregunta cómo la trata Ben. Cuando Juliet responde favorablemente, Harper le dice, "Por supuesto, él es quien tú buscas", sin que investigue más. 
Luego, Harper acusa a Juliet de estarse acostando con su marido, lo cual Juliet niega explícitamente. Harper afirma que ella los ha seguido y observado. Juliet se disculpa, pero Harper le advierte que si continúa con la relación, deberá atenerse a las consecuencias y finalmente dice que no desea que Goodwin termine lastimado.
En otro retroceso, Juliet sale del mar y camina por la playa, donde Goodwin tiende una toalla y abre una botella de vino. Hablan sobre el acoso de Ben sobre ella y Goodwin opina que ellos dos están en el último lugar de las preocupaciones de Ben. 
Se ve al Oceanic 815 caer del cielo, desde el punto de vista de Los Otros. Ben ordena a Goodwin ir a la sección de cola, y a Ethan a la sección principal. Goodwin y Juliet comparten una mirada, la cual es interrumpida por Harper.
El siguiente retroceso muestra a Ben abriendo la puerta de su vivienda a Juliet y regresando a la cocina para sacar el jamón del horno. Juliet cree que se trata de la cena para una fiesta, pero es solamente para ella y Ben. La mesa está puesta con loza fina y los mejores cubiertos y hay velas encendidas sobre ella. Ellos dialogan sobre Zach y Emma, los dos niños de la sección de cola que secuestraron. Luego la conversación se concentra en Goodwin.
Luego se ve a Juliet en una oficina, leyendo el archivo de Jack. Le explica a Ben que Jack es cirujano especialista en la columna vertebral y experto en extraer tumores. Ben no parece impresionado mientras a Juliet le sorprende por qué él no está emocionado. Ben la lleva a ver a Goodwin, quien ha sido atravesado por un pedazo de tronco. Juliet lo acusa de estar interesado en la muerte de Goodwin y haberlo enviado a morir. Ella comienza a gritar y a preguntar por qué. Ben igualmente alterado le dice que ella es de él. Él bruscamente le dice que dispondrán de todo el tiempo que ella necesite antes que dejarla sola de nuevo.